# テドロス・アダノム
テドロス・アダノム・ゲブレイェソス（ティグリニャ語: ቴዎድሮስ አድሓኖም ገብረኢየሱስ、1965年3月3日 - ）は、エチオピア出身の慈善活動家、マラリア研究者。学位はPh.D.（ノッティンガム大学・2000年）。世界保健機関事務局長（第8代）。ゲブレイェススと表記されることもある。
エチオピア保健大臣、エチオピア外務大臣、世界エイズ・結核・マラリア対策基金理事長などを歴任した。

## 概要

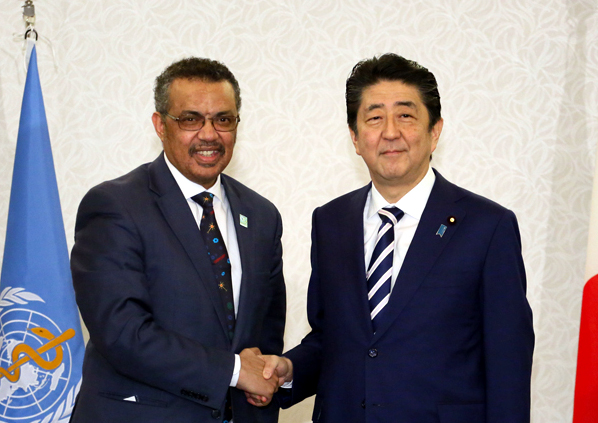
2017年12月14日、東京都にて安倍晋三と

公共の保健機関で働き、2017年から世界保健機関の事務局長（Director-General）。エチオピア政府で2005年から2012年にかけて保健大臣を、2012年から2016年にかけて外務大臣を務めた。
テドロスはアスマラ大学を卒業後、1986年に保健省に入った。国際的に認められているマラリア研究者、保健大臣としてテドロスは保健サービスを提供し、主要な結果を大幅に改善したことで革新的でシステム全体の健康改革を称賛された。その中には約40,000人の女性を健康増進労働者として雇用し訓練したことが挙げられ、乳児死亡率を2006年には出生1,000人あたり123人の死亡から、2011年の88人まで削減し、医師や助産師を含む健康幹部の雇用を増やした。2009年7月、2年間の任期で世界エイズ・結核・マラリア対策基金の理事長に選出された。
2017年5月23日、テドロスは総会で世界保健機関の事務局長に選出され、2017年7月1日に着任。2022年5月24日に再選された（任期は5年）。

## 初期の経歴
テドロスは、1965年3月3日にエチオピア帝国エリトリア州アスマラ（現：エリトリア・マアカル地方アスマラ）で生まれた。家族はティグレイ州のエンデルタ・アラジャ出身で、テドロスは子供の頃にマラリアによって引き起こされた「死に直面する不必要な苦痛」を体験した。1986年、アスマラ大学で生物学の学士号（BSc）を取得し、公衆衛生の専門家（junior expert）としてダーグ（エチオピアの旧体制）保健省に加わった。
メンギスツ・ハイレ・マリアム政権の退陣後、テドロスはロンドン大学衛生熱帯医学大学院（LSHTM）で感染症と免疫学の修士号を取得。2000年には、ノッティンガム大学で地域保健学の博士号（Ph.D.）を取得し、「エチオピア北部のティグレイ地域でのマラリア伝播に対するダムの影響と適切な管理措置」に関する博士論文を発表した。

### ティグレイ地域保健局長
2001年、テドロスはティグレイ地域保健局長に任命された。局長としてテドロスはこの地域のエイズ罹患率を22.3％削減し、髄膜炎の症例を68.5％削減したとされている。地域のほとんどの病院と診療所にコンピューターとインターネット接続を整備し、ICTアクセスを改善するキャンペーンを監督した。医療スタッフの配置が50％増加した。はしかの予防接種率は子供の98％に引き上げられ、12か月未満のすべての子供の合計予防接種は74％に引き上げられた。
Tigray Regional Health Bureauに対する政府の資金提供の割合は65％に増加し、外国からの資金援助の割合は35％に低下した。全体として人口の68.5％が10km以内にヘルスケアサービスを提供された。

### 保健大臣
2003年後半、テドロスは保健副大臣（deputy minister）に任命され、1年強務めた。テドロスはこの間、野心的な健康改革アジェンダを作り始めた。

## 保健大臣
テドロスは2005年10月にメレス・ゼナウィ首相によって保健大臣（Minister of Health）に任命された。貧困、貧弱なインフラ、世界的な経済状況の悪化という観点から保健省が直面する多くの課題にもかかわらず、健康指標の進展はエチオピアでは「印象的」と考えられていた。2005年から2008年にかけてエチオピア保健省は4,000のヘルスセンターを建設し、30,000人以上の健康増進労働者を訓練および配置し、病院管理専門家の新しい幹部を開発した。さらに2010年、エチオピアはアメリカ国務省によりアメリカグローバルヘルスイニシアチブプラス国の1つとして選ばれ、アメリカは革新的なグローバルヘルスの取り組みを支援することとなった。
2005年に保健大臣に就任すると、テドロスは強いビジョンを持つ省庁を継承したがそのビジョンを満たす能力はほとんど無かった。同省は、テドロスが対角線のシステムベースの改革アジェンダで指導的地位を最初に引き継いだとき、HIV / AIDS、結核、およびマラリアのプログラムに焦点を当てた資金提供者のコミュニティにやや目を向けていた。経済的余剰はほとんどなく、国は独自の医療システムを構築する能力を欠いており、健康のためのエチオピア人的資源の多くは国外へ逃げ出した。たとえば、シカゴ都市圏にはエチオピア国内よりも多くのエチオピア人の医師がいる。テドロスは何千人もの医師、看護師、薬剤師、検査技師、および保健担当者の訓練と展開をもたらした医療従事者の「洪水（flooding）」改革戦略を設計した。医師の労働環境とモチベーションを改善する革新的な努力で、特に評価されている。
保健大臣として、テドロスは元アメリカ大統領ビル・クリントンとクリントン財団、ビル&メリンダ・ゲイツ財団を含むほとんどの世界的な健康キープレーヤーと密接な関係を築くことができた。クリントンと厚労省のパートナーシップの根拠は、平等なパートナーの関与の上に構築された。テドロスは、選ばれた議題に焦点を当て続けるリーダーシップ、必要に応じて立法を可能にすることを促進する政治的影響力、必要なものの直接的な知識をパートナーシップにもたらしたのである。クリントン大統領とクリントンHIV / AIDSイニシアチブ（Clinton HIV/AIDS Initiative; CHAI）は、テドロスの優先事項とそのネットワークを支援するコミットメントをパートナーシップにもたらし、資金や専門知識、信頼性を提供した。 その結果、テドロスはその目標をよりよく達成するために、省を再構築し改革することができた。

### グローバルヘルスイニシアチブ
テドロスの保健大臣としての時代にはグローバルな健康イニシアチブに非常に積極的であり、グローバルな健康アーキテクチャのより広い領域でのテドロスの影響の足跡を残した。エチオピアは、国際保健パートナーシップ署名した最初の国である。テドロスは、ロールバックマラリアパートナーシップの議長 （2007-2009）、UNAIDSプログラム調整委員長（2009-2010）、世界エイズ・結核・マラリア対策基金（グローバル基金）議長（2009-2011）および妊産婦、新生児および小児の健康共同議長 （2005-2009）を務めた。テドロスはまた、ワクチンおよび予防接種のためのグローバルアライアンス（GAVI）委員、健康指標および評価研究所（IHME）および結核撲滅パートナーシップ調整委員会の成員も務めた。アスペン研究所やハーバード大学公衆衛生学など、いくつかの学術的および世界的な健康シンクタンクの成員でもあった。また、2007年5月14〜23日に開催された第60回世界保健総会の副会長も務めた。2008年から2009年まで、テドロスはゴードン・ブラウンとロバート・ゼーリックが共同議長を務める、医療システムのための革新的な国際金融に関するハイレベルタスクフォースの成員だった。
テドロスは、2009年7月に2年の任期でグローバル基金の理事長に選出された。2010年4月に公開されたプロフィールで、ランセットの報告によると、テドロスが理事会議長として選出される前は「グローバル基金事務局の一般名」であったが、テドロスのリーダーシップによりエチオピアの発展が模範として挙げられるようになったことがグローバル基金で定期的に引用された。
グローバル基金理事長就任スピーチでテドロスは、「この圧倒的な支持の投票の名誉は私の国、エチオピアに属し、私は代表することを非常に光栄に思っている。私はこの選出を謙虚に受け止め、それに伴う責任の重さを認識している。グローバル基金は今後大きな課題に直面する。しかし私は、このユニークで革新的な組織が今後も成功し続けることを確実にするために、私たちが今持っている素晴らしい機会について楽観的である。」と述べた。
テドロスは在任中、重要な課題に対処し包括的な改革アジェンダとより効率的かつ効果的なグローバル基金の開発につながる重要な決定を下すようにリードした。理事会は、在任期間終了時点でのテドロスの卓越したリーダーシップを認め、「彼は高いコミットメントと情熱をもってグローバル基金に貢献してきた。彼はコミットメントと決意をもって包括的な改革アジェンダを主導した。」と評した。

### ミレニアム開発目標
エチオピアはミレニアム開発目標（MDG）を達成するという点で、国連によって「成功物語」の1つとして注目されている。8つのMDGのうち3つ（目標4〜6）は、健康問題に直接関係する。
- 子どもの死亡率を減らす
- 妊産婦の健康状態の改善
- HIV / AIDS、マラリア、その他の病気との闘い

#### 母子保健
子どもの死亡率は、2005年から2011年の間に30％減少した。乳児死亡率は、出生1,000人あたり77人から59人へ23％減少し、5歳未満児死亡率は出生1,000人あたり123人から88人へ28％減少した。2011年のエチオピア人口統計調査によれば、熟練を受けた者の介助で出産した妊婦の数は2005年の6％から2011年の10％に増加した。

#### 結核
テドロスの在任中、結核予防および治療は健康増進のための労働者による包括業務の1つとして含まれていたため、パフォーマンスが大幅に向上し、結核のMDG目標時間よりもかなり早く達成された。

#### マラリア
マラリアによる死亡者は2005年から2007年にかけて50％以上減少した。同期間中、マラリアの新規入院者数は54％減少し、診療所で報告された小児マラリアの症例数は60％減少した。保健省は、2005年から2008年にかけて、マラリアが発生しやすい地域で1000万人以上の家族を保護するために殺虫剤処理した蚊帳を2050万張配布した。
WHOアフリカ事務所（WHO-AFRO）によれば、2011年にテドロスが保健大臣であったとき、エチオピア国土の75％と人口の60％がマラリアにさらされていたが、近年、マラリアの入院と死亡がわずかに減少した。
2012年にテドロスがエチオピア保健省から外務省に移る前に作成した、国のマラリアガイドライン（The National Malaria Guideline）の第3版は、「5,200万人（68％）がマラリアのリスク地域に住んでいる」と記述されている。この文書はさらに、「エチオピアはアフリカで最もマラリアを起こしやすい国の1つであり、罹患率と死亡率はエピデミックにより劇的に（すなわち3.5倍）増加する」（p. 15、詳細はmalariaconsortium.orgを参照）とし、2013年まで保健大臣であったテドロスの重大な政策失敗を主張している。「エチオピアは、熟練した医療従事者の不足、離職率の高さ、医療従事者の定着不足など、医療の人材に関連する多くの課題に直面している」と主張している（p. 64）。これらの課題に加えて、国のマラリアガイドラインは「健康介入とパートナーの調整実施における深刻な問題」（p. 65）を再度強調している。

#### エイズ
テドロスの下で、保健省はアフリカで最も多くの新規HIV感染を出していたエチオピアの記録を覆すことができ、その数を劇的に減らした。有病率は2桁だったが、都市部で4.2、農村部で0.6に減少した。HIV / AIDS予防管理局（HIV/AIDS Prevention and Control Office; HAPCO）によると、エチオピアのHIV感染率は2002年から2012年の間に90％減少し、AIDS関連の死亡率は53％減少した。HIV治療を開始する人の数は、2005年から2008年の間に150倍以上増加した。
感染率の低下は医薬品を提供し、さまざまな啓発プログラムを組織する保健省の協調した努力に起因している。人々をHIV予防と制御活動に統合することに成功した。病気について一般市民に知らせるための幅広いメディアキャンペーンは、行動の変化を起こすことに役立ち、間違いなく有効だった。コンドームの使用などの予防策の広告は、安全なセックスの実践とコンドームの使用を促し、病気に対する認識の高まりとともに急増している。政府の地方および、国際的な政府や非政府組織との協力もHIV / AIDS関連のサービスセンターへのアクセスにプラスの影響を与えている。

### 家族計画
テドロスの在任中、エチオピアの家族計画に対し対処されていなかった要求は低下し、避妊具使用率は5年で倍増した。現在の傾向に基づいた予測では、避妊具使用率は620万人の女性と思春期の少女に到達することにより2015年までに65％に達するとされた。保健省は、幼い母親による育児が乳児死亡率の主要な要因であることを認識し、家族計画が必要で最も対処されていない思春期の少女（15〜19歳）を対象としている。

## 外務大臣

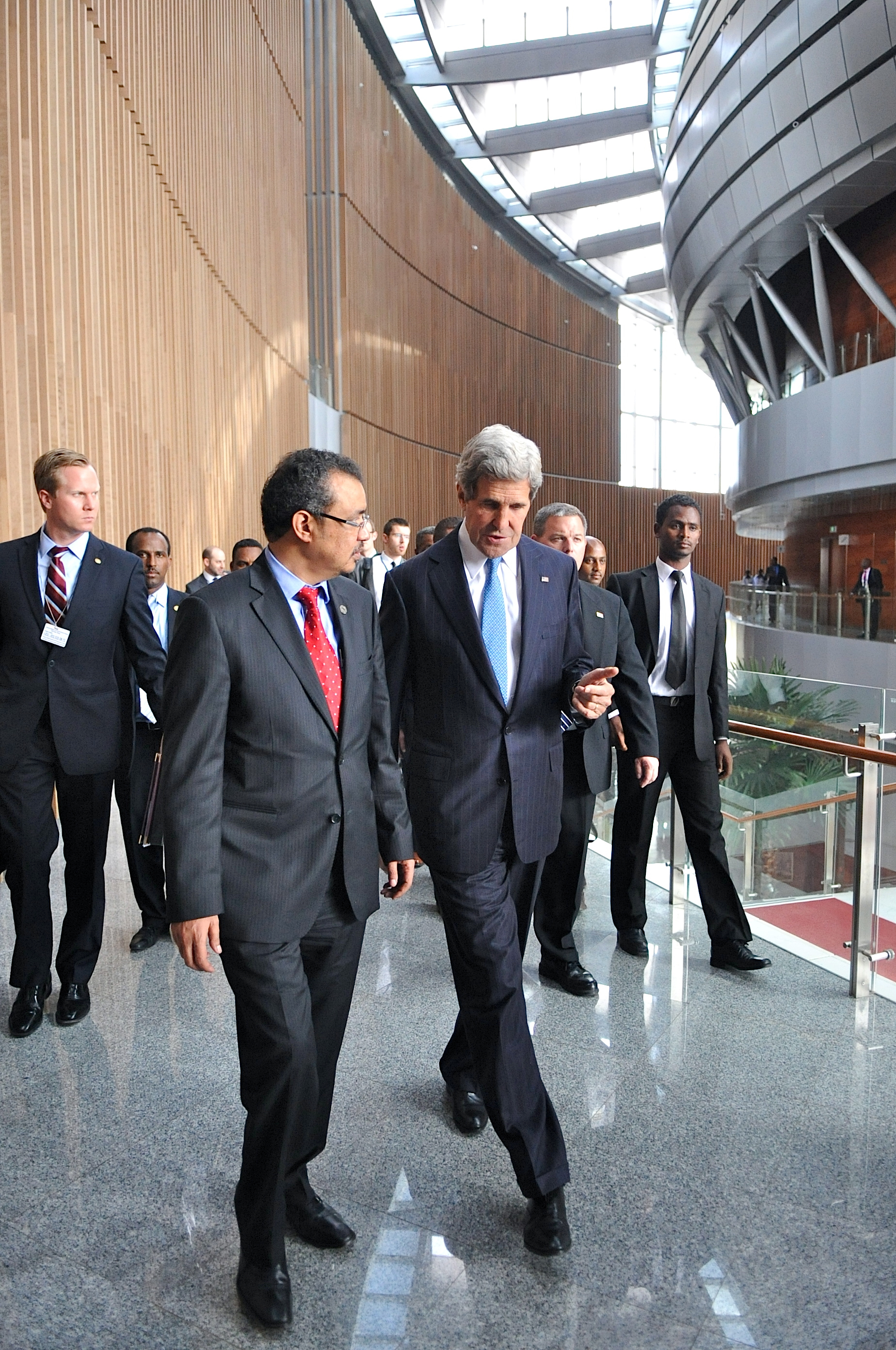
アフリカ連合/OAUの50周年記念サミットにて、テドロスとアメリカ国務長官のジョン・ケリー。

2012年11月、テドロスはEPRDF党首（兼首相）として承認された後、ハイレマリアム・デサレグの内閣改造の一環として、外務大臣に任命された。

### 第3回開発のための資金調達会議（FfD3）
テドロスは2015年7月13〜16日にエチオピアのアディスアベバで開催された会議の成功に貢献し、交渉と合意形成スキルを示した。テドロスは二極化されたポジションを近づけることで、フォーラムを崩壊から救う重要な役割を果たした。アディスアベバ・アクション・アジェンダ （Addis Ababa Action Agenda; AAAA）と呼ばれる成果文書は、持続可能な開発目標（SDGs）の実施を支援するために、金融、技術、革新、貿易、およびデータのすべてのソースを利用する加盟国による政策行動を設定している。しかし、会議は、プロセス中にSDGsを実施するための新しい資金を見つけられなかったため数名のオブザーバーによって批判された、一方、コミットメントを監視するフレームワークのモニターは、Economic and Social Council Forum in April 2016において、さらに懐疑的なコメントを出している。テドロスは、元世界銀行総裁兼英国首相ゴードン・ブラウンが議長を務める、ヘルスシステムズの革新的資金調達のためのハイレベルタスクフォース（High Level Task Force for innovative financing for Health Systems）のメンバーを務めた。

### アフリカ連合のアジェンダ2063
テドロスは2014年のアフリカ連合（AU）理事会の議長として、アフリカの政治的および社会経済的ガバナンスと開発におけるパラダイムシフトが、アフリカ大陸の長期的な課題を実現するために必要であると強調した。テドロスは、アフリカが経済解放、平和と安定、急速な経済成長の加速、ガバナンスと民主化の問題に焦点を合わせる必要性を強調した。在任中、AUはアジェンダ2063の最初の10年の実施計画を採択した。これは、包括的成長と持続可能な成長に基づき、繁栄したアフリカを達成するためのロードマップである。紛争解決におけるテドロスのリーダーシップとスキルは医療サービスの提供を改善し、ソマリア市民の安全とセキュリティを保護するために重要であったソマリア連邦政府と、ジュバランド政治主体間の合意などの地域紛争の解決にも役立っている。

### 西アフリカのエボラ危機
テドロスは外務大臣として、アフリカ連合のエボラ流行への対応において極めて重要な指導的役割を果たした。テドロスは特に国の所有権の拡大を促進し、国際保健規制の完全な実施を含むWHOガイドラインの遵守を各国に促した。またエボラ危機はプライマリーヘルスケアを強化し、重大な安全保障問題としての健康の重要性を強調するユニークな機会を提供することを主張した。2014年11月に開発コンサルタントのデベックス（Devex）が行った取材で、テドロスはエボラに対する世界的な対応でテドロスのことを「失望させた」こと、アウトブレイクを克服するための連帯の重要性、致命的なウイルスがどのように変化し、健康を超えた危機に至ったかについて語っている。また、公衆衛生上の緊急事態の管理とサーベイランス（保健大臣だったときに作成したイニシアチブにより）で、高度に訓練された200人のエチオピアの医療従事者をアフリカ連合対応チームに参加させた。

### ヒダーゼ論争
2013年5月、エチオピアがダム建設のために青ナイル川を流用し始めたため、スーダン近郊のベニシャングル・グムズ州に建設中のヒダーゼダム（Hidase Dam）をめぐる論争が激化した。その時点で22％以上が完成し、ダムは6,000メガワットを生産するアフリカ最大の水力発電所になる予定だった。約700億立方メートルの貯水能力を持ち、2014年に貯水開始予定とされた。エジプト、エチオピア、およびスーダンはダムの調査報告書を審査および評価するため、国際専門家委員会を設立した。委員会は3カ国から6人、国際的に4人の計10人で、水資源および水文モデリング、ダム工学、社会経済、および環境の分野の専門家構成された。委員会は2012年11月にアディスアベバで4回目の会議を開催した。ダムの環境への影響に関する文書をレビューし、現地を視察した。委員会は2013年5月末に予備報告書をそれぞれの政府に提出した。完全な報告書は政府によってレビューされるまで公開されないが、エジプトとエチオピアは詳細を発表した。エチオピア政府は報告書によるとダムは国際基準を満たしており、エジプト、スーダン、エチオピアにとって有益であると述べた。エジプト政府によると、報告書はダムの面積と容積を変更する必要があるとしている。
2013年6月3日、テドロスはモハマド・モルシ大統領と国際専門家委員会の報告について議論している間に、エジプトの政治指導者は反政府勢力への支援を含め、ダムを破壊する方法を提案した。会議に出席している人々が知らずにテレビで生中継された。エチオピアは、エジプト大使に説明を求めた。モルシ大統領の首席補佐官は「意図せずに恥ずかしい思いをさせたこと」を謝罪し、閣僚は「どちらの当事者も他方を傷つけることなく、良好な隣人関係、相互尊重、共同利益の追求」を促進する声明を発表した。モルシ大統領は、エチオピアを強制するよりもエチオピアに関与する方が良いと考えていると伝えられている。しかし、2013年6月10日には、「エジプトの水安全保障はまったく侵害されない」ため「すべての選択肢が開かれている」と述べ、「戦争を求めていない」が、エジプトの水資源が危機にさらされていることを認めなかった。テドロスは「ダムは発電専用に使用され、エジプトの水安全保障上の懸念を考慮した方法で建設されている」と述べた。同年6月18日、テドロスとエジプトのMohamed Kamel Amr外相は「二国間の相互関係を強化し、信用により両国間すべての未解決問題に関して意見を一致させる努力を調整し、約束と関係性の前向きな発展」と繰り返した。両者は、国際専門家委員会の報告書を見直し、その提言を実行することで合意し緊張を和らげ、危機を緩和するよう努めた。

## 世界保健機関事務局長

### 立候補と選挙
2016年5月24日、第69回世界保健総会 (World Health Assembly)会合で、テドロスはアフリカ連合からの支持を得て、アフリカ唯一の候補者として世界保健機関事務局長に立候補することを公式に発表した。ジュネーブでの正式な出馬には、アフリカ連合委員会Nkosazana Dlamini-Zuma委員長、ルワンダおよびケニアの外務大臣、アルジェリア保健大臣が出席した。テドロスの指名は、功績と彼の豊富な国家的および世界的信任に基づいていることが強調された。彼の選挙運動におけるキャッチフレーズは「より健康な世界のために（Together for a Healthier World）」だった。選挙運動のトップはエチオピア系アメリカ人弁護士と、ミシガン大学産婦人科教授であるSenait Fissehaだった。選挙期間中、彼女はスーザントンプソンバフェット財団の国際プログラムディレクターでもあった。彼女は2015年から女性の健康と生殖の権利を世界的に推進するために務めている。彼女は後にテドロスの移行チームを率いた。エチオピアの国連およびジュネーブの国際機関の大使であるNegash Kebret Botoraも、この選挙運動で重要な役割を果たした。この選挙運動一部は、東アフリカ諸国による基金によって支援された。テドロスはまた、アメリカに本拠を置くロビー活動会社であるMercury Public Affairsも登用した。
2017年1月に開催された第140回会議でWHOの執行委員会が2回非公開の投票を行い、6人の候補者の中から最優秀候補者としてテドロスが選出した。テドロスは、双方で最も多く票を集めた。2017年5月23日、テドロスは185人中の133票という圧倒的得票数で世界保健機関の次期事務局長に選出された。この選挙は歴史的であり、WHOを率いる最初のアフリカ人になり、すべての加盟国に開かれた投票で選ばれた最初の事務局長になった。2022年5月24日の事務局長選挙では唯一の立候補者となり、160票中155票の賛成票が投じられ再選された。

### 在任中

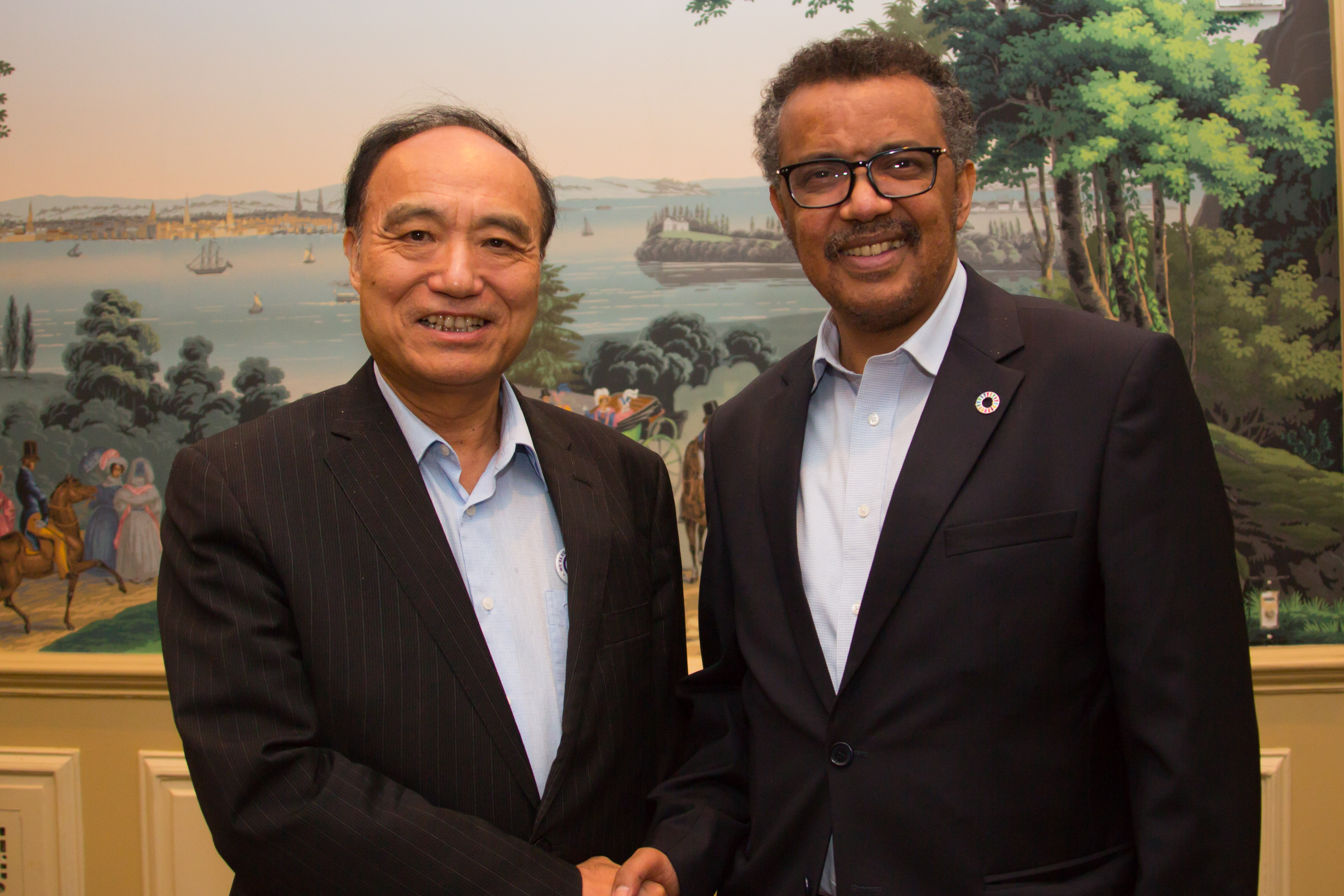
趙厚麟と（2017年）

テドロスはWHOの最優先事項としてユニバーサルヘルスケアを掲げた。この問題について運動を行い、事務局長としてのテドロスの最初のスピーチ、および第72回国連総会のセッションを通し、この焦点を繰り返した。2017年10月、シニアリーダーシップチームを発表した。60％を女性が占めている。テドロスは男女平等へのコミットメントを称賛された一方、透明性の欠如に対する批判も受けた。テドロスは、ロシア保健省のTereza Kasaevaに市民社会の意見を求めずにWHO世界結核プログラムを主導するよう任命した。市民社会団体は、任命の数日前にプログラムの新主導者を任命するための公開された競争過程を求める公開状を発行していた。
2024年12月26日、イエメンのサヌア国際空港でイスラエルの空爆に遭遇。本人は無事であったが、数メートル先で被害が発生するなど深刻な状況に陥った。

### 批判とスキャンダル

#### コレラ流行隠蔽疑惑
WHO選挙の直前の2017年5月、エチオピアで発生した可能性のある3つのコレラ流行（2006年、2009年、2011年）の隠蔽についての話題が浮上した。エピデミックの重要性を軽く扱おうとして、アウトブレイクは検査によりコレラ菌の確認がなかった場合、コレラの症状である「急性水様性下痢」（acute watery diarrhea; AWD）と間違った診断をされた、と言われている。国連当局者は発生がコレラと確認された場合、より多くの援助とワクチンがエチオピアに届けられた可能性があると述べた。ライバル候補であるイギリスのデイビッド・ナバロの顧問を務めていたアメリカの法学教授ラリー・ゴスティンによって申し立てがあった。アフリカ連合の国連代表団は、ニューヨークタイムズ紙に掲載された報告書を「根拠のない未確認の名誉棄損政治工作であり、選挙の数日前に都合よく発表されたもの」として、却下した。テドロスは隠蔽の申し立てを否定し、テドロス自身が「土壇場の名誉を傷つける政治工作」と呼ぶものについて「まったく驚いていないが、非常に失望している」と述べた。テドロスは誇張された業績と経歴についても批判されているが、その批判とはテドロスの業績や経歴がエチオピアの健康状態に関するWHOの声明「 エチオピアの健康状態は、低収入のサブサハラアフリカに属しているとしても貧弱なものである。HIV、マラリア、結核、腸内寄生虫、急性呼吸器感染症、下痢症などの予防可能な疾患の大きな負担に苦しんでいる」と矛盾しているとするものである。

#### ムガベ親善大使の論争
2017年10月18日、テドロスはジンバブエの ロバート・ムガベ大統領をアフリカの非感染性疾患への取り組みを支援するWHO親善大使に任命したことを発表した。テドロスは、ジンバブエは「すべての人々にヘルスケアを提供する政策の中心に普遍的な健康保険と健康増進を置く国」だと述べた。ムガベの任命は厳しく批判され、WHO加盟国および国際機関はジンバブエの医療制度が実際にムガベの政権の下で後退したとし、ムガベの多くの人権侵害を指摘した。また、ムガベ自身が自国の医療制度を使用せず、治療のためにシンガポールに旅行することも指摘された。オブザーバーは、選挙運動での働きに対する功労人事を行った、とした。マリのミシェル・シディベとセネガルのアワー・マリエ・コル・セックを同等に（一部からは、さらにひどく言われている）扱わず、テドロスが唯一のアフリカ連合候補として不透明な過程で選出された際、ムガベはアフリカ連合の議長を務めていた。ムガベ判断はソーシャルメディアで広く疑問視された。著名な医学雑誌Lancetの編集長は、テドロスを「事務総長」「独裁者」と呼称した。広範囲から非難された後、2017年10月22日、テドロスはムガベの親善大使の役割を廃止した。

#### 2019新型コロナウイルス流行への対応に対する批判
2020年に入り、前年から中国・武漢を皮切りに全世界にわたって爆発的に流行している2019新型コロナウイルスによる急性呼吸器疾患（Covid-19）の対応を巡り、テドロスを筆頭としたWHOがたびたび中国への配慮や擁護を繰り返す発言を行った結果、ウイルスの世界的な拡散を招いたとして批判の声が上がっている。オンライン上の署名サイト「Change.org」では「即座に辞任すべき」とテドロスの解任署名キャンペーンが1月31日から始まり、4月25日時点で約100万9000筆もの署名が全世界から集められている。WHOへの最大の資金拠出国であり、特に感染被害が大きいアメリカのドナルド・トランプ大統領（当時）はWHOが中国寄りのスタンスを取り続け、世界に不適切な提言を行っていると痛烈に批判し、WHOへの拠出金を停止する考えを表明するなど強硬姿勢を強めているが、テドロスは同月22日の会見でアメリカの資金拠出停止への翻意を訴えるとともに、「人の命を救うという神聖な仕事に、これからも昼夜問わず取り組む」と強調し、辞任を否定している。アメリカは7月6日、WHOからの脱退を国連に通知。1年後の2021年7月6日に脱退が成立することとなったが、その後、2021年1月に就任した後継のジョー・バイデン大統領がアメリカのWHOからの脱退を撤回する大統領令に署名している。

#### エチオピア内戦への介入疑惑
2020年11月、エチオピア政府軍と北部ティグレ州を支配する政党・ティグレ人民解放戦線（TPLF）の武装勢力が開戦。同月19日、エチオピアの政府軍はティグレ州都のメックエルを制圧しつつあると発表した。この時、政府側はTPLFにも所属していたテドロスがTPLF側に加担し、エチオピアの近隣国に対して兵器などをTPLF側に供給するよう働きかけたと非難した。これに対しテドロスはTwitterで内戦への関与を否定し、エチオピアの全当事者に平和と市民の安全、人道支援へのアクセス確立を呼び掛けた。

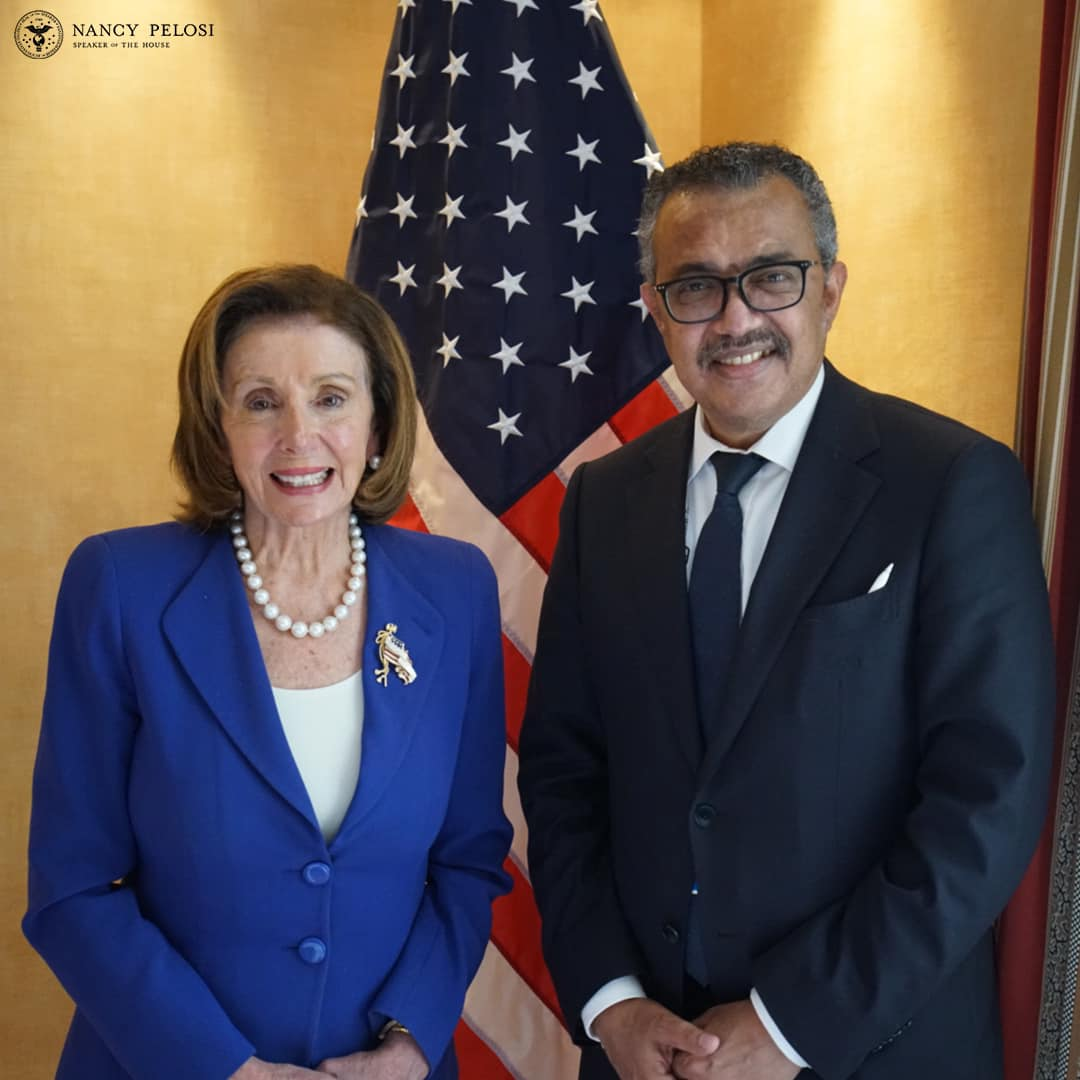
ナンシー・ペロシと（2022年）

## 受賞と著作
世界的に有名なマラリア研究者でもあるテドロスは、著名な科学雑誌で、マラリアや他の世界的な健康問題に関する多数の論文を共著している。テドロスの独創的な研究により、アメリカ熱帯医学衛生学会から最優秀若手研究者賞を受賞し、2003年にエチオピア公衆衛生協会から若年公衆衛生研究者賞を受賞した。2011年、アメリカ感染症財団により授与されたJimmy and Rosalynn Carter Humanitarian Awardの最初の非アメリカ人受賞者になった。2012年3月、ロンドンスクールオブハイジーンアンドトロピカルメディシンのHonorary Fellowship、およびイェール大学のStanley T. Woodward Lectureship(2012) を受賞した。テドロスはまた、2016年5月19日に開催された第4回Women Deliver Conferenceで、女性と女児の生活を改善するための精力的な努力に対して、Women Deliver Awardを受賞した。1997年に博士課程の一環としてコースを受講したスウェーデンのウメオ大学から、2018年10月、名誉医学博士号を授与された。同様の栄誉が2019年にニューカッスル大学から授与された。2022年王立協会名誉フェロー選出。

### 2012年 世界を変える50人のうちの1人
テドロスは、イギリスのWIRED誌による「2012年 世界を変える50人」の一人に選ばれた。「テドロスは革新的な技術を使用し、何百万人ものエチオピア人の命を救ってきた。高価な病院を建設するのではなく、35,000人の医療従事者を訓練するプログラムを立ち上げた。医療従事者たちはその後、エチオピアのほぼすべてのコミュニティ、特に最も脆弱で、十分なサービスを受けていないことが多い女性と子供たちにケアを提供し続けた。この結果、女性は家族計画を利用できるようになり、出産のタイミングと間隔を計画できるようになった。そして今、子どもたちは、肺炎、マラリア、下痢などの致命的な病気から命を救うワクチンを接種し、治療を受けられるようになった。5年間で、彼の研究により、5歳未満のエチオピアの子どもの死亡率が28％減少した。Does it get more inspiring than that?（これ以上刺激的なことってありますか？）」

### 2015年 最も影響力のあるアフリカ人100人のうちの1人
イギリスで最も売れている汎アフリカの雑誌であるニューアフリカンマガジンは、テドロスを2015年の政治と公共サービスの分野で最も影響力のある100人のアフリカ人の1人として挙げた。雑誌は「先駆者」と名付け、エチオピア保健大臣として革新主義者のアジェンダを表明し、そこで健康増進労働者の大規模な展開を通じて国の健康部門を変革し、結果として大きな利益を得たことを評価した。同誌は、テドロスが外務大臣として再び人民を政策の中心に置き、大規模なSNSフォロワーに言及した、と述べた。エチオピアの戦略的な地域介入と、スーダンとソマリアの調停における重要人物としてのテドロスの役割は、2015年のアフリカでもっとも影響力のある一人として名を挙げることに貢献した。

## 人物
テドロスは妻との間に5人の子どもがいる。
2022年12月14日、テドロスはティグレ州に住む叔父が同地を支配しているエリトリア軍に殺害されたことを明らかにした。